# 天木直人
天木 直人（あまき なおと、1947年〈昭和22年〉7月19日 - ）は、外交評論家・作家・政治運動家。インターネット政党「新党憲法９条」の発起人。元駐レバノン日本国特命全権大使。
イラク戦争当時、対イラク政策を巡る駐レバノン日本国大使として意見を具申した2通の公電により外務省から外交官を「解雇」されたと主張（外務省は人事の問題であって「勇退をお願いした」と説明）し、外務省を告発する著書が話題となった。その後、9条ネットより国政選挙に立候補するも、落選。2016年（平成28年）、パナマ文書に名前があることが発覚した。

## 略歴

### 外務省退職まで
山口県下関市生まれ。洛星高等学校から京都大学法学部入学。大学の2年先輩で外交官試験に合格していた竹内行夫の奈良の自宅を訪ね、外交官試験について調べ、大学在学中の1969年、外交官試験に合格。大学を中退し、上級職として外務省に入省。同期に谷内正太郎、田中均、高須幸雄、藤崎一郎、重家俊範など。
英語研修（米国オベリン大学）、在ナイジェリア大使館、経済局、外務省大臣官房、ジュネーブ国際機関代表部、在サウジアラビア大使館勤務。1985年10月から1988年7月まで外務省中近東アフリカ局アフリカ第2課長。この期間、南アフリカ共和国のアパルトヘイト（人種隔離）問題に関する『マンデラの南ア 日本の対応』を出版。
1988年内閣官房内閣安全保障室内閣審議官、1990年駐マレーシア公使、1993年駐オーストラリア公使、1996年駐カナダ公使、1997年駐デトロイト総領事、2000年大臣官房付、2001年より駐レバノン日本国特命全権大使。2003年に外務省を依願退職。

### レバノン大使「解任」
イラク戦争開戦前後に川口順子外務大臣宛（全在外公館にも転送される）に2通の公電を送ったため、北島信一外務省大臣官房長から詰問を受け、竹内行夫外務事務次官署名入り「勧奨退職」を通告されたとして、事実上の「解雇処分」を受けたと本人は主張している。外務省の実態を告発し、小泉純一郎総理大臣の外交姿勢を問う著作『さらば外務省！ - 私は小泉首相と売国官僚を許さない -』がベストセラー入りした。
同書は、毎年、外務省が機密費20億円を内閣官房に上納しているなどの疑惑を指摘。外務省関係者はこれを全面否定している。

### 政治活動
2005年、倒閣を公約として第44回衆議院議員総選挙に小泉の選挙区である神奈川11区から無所属で立候補した。しかし、神奈川11区での得票は7,475票で落選した。一方当選した小泉の得票数は197,037票であった。立候補の際、新聞や公式サイトで民主党・日本共産党・社会民主党に自党候補の擁立断念と自分を推薦すること、そして各野党支持者に自分への投票を呼びかけた。民主党には自民党への吸収合併を要求し、共産・社民両党へは「潔く消滅せよ」と解党を促した が、いずれも受け入れられることはなかった。
2007年の第21回参議院議員通常選挙に9条ネットから出馬。当選後は朝鮮半島政策で考えが異なる9条ネットではなく「天木新党」を結成して活動すると主張したが、再び落選。「保守2大政党による政権から日米同盟一辺倒でない内閣を作る方が良い」と既存政党への期待を示した。
公式サイトは2006年2月末で更新停止、その後閉鎖。2007年1月9日に別ドメインにて、「天木直人のブログ」として再開した。2013年には、インターネット政党の「ネットdes新党」の結成に参加、共同代表となった。2014年11月、「ネット des 新党」のブログの変更に伴い、党名を「Cloud Party Japan」に変更、再び共同代表を務める。
2015年4月29日、新たに「新党憲法9条」を立ち上げ、ホームページを一般公開する。公開日を4月29日にした理由は、安倍首相によるアメリカ議会上下両院合同会議での演説に合わせたものである。その後「ネット des 新党」は「インターネット政党 新党憲法9条」にブログ名を変更、「Cloud Party Japan」は「Cloud Party Japanと新党憲法9条となかまたち」にサイト名を変更した。これは、天木直人が呼びかける「グーグル検索を新党憲法9条で埋め尽くす」という新党憲法9条のネット戦略に呼応したものであり、天木直人、および新党憲法9条の応援サイトとして現在も活動を続けている。2019年、新党憲法9条は諸派の政治団体の集合体としての政党連合（確認団体）である「オリーブの木」の参加団体となった。
2017年の第48回衆議院議員総選挙に東京21区より出馬することを表明。なおこの選挙では安保法制に反対する立憲民主党、日本共産党、社会民主党による野党共闘が行われ統一候補に社民党公認の小糸健介が選出された が、天木は従来通り護憲派は新党憲法9条に参加すべきという主張を変えず候補者調整には応じなかった。投開票の結果、落選。
2019年7月の第25回参議院議員通常選挙には小林興紀が設立した政治団体「オリーブの木」より参議院比例区より立候補したが、落選した。

## 主義・主張
- 2014年6月、朝日新聞の「吉田調書報道」について、「近年まれにみる調査スクープ報道」と評価・絶賛し、この報道を慰安婦問題と同じ捏造・誤報であると述べていた門田隆将や週刊ポストなどに対し、「（彼らは）軽率にも提起した」とし「確証のないものなら、門田と週刊誌は、作家活動停止や廃刊だけでは済まない責任を国民から取らされることになる。そうでなければいけない。 」と批判し、また「朝日の大スクープが捏造されたものだとしたら、朝日の責任はさらに大きく、朝日は潰れる。」と主張していた[10]。 2014年9月、朝日新聞はこの報道が間違いであったことを認め謝罪した。天木は朝日に対するそれ以後のバッシングも不当であると主張している[11][12]。
- 2019年4月12日の産経新聞が「5月下旬に予定されているドナルド・トランプアメリカ大統領の国賓来日の日程に、大相撲観戦が組み込まれている」と報じたが、「トランプの希望でそのようになった」という産経新聞の見方を「トランプ大統領が相撲フアンなどこれまで聞いたことがない」と自身の記事で全否定し、「墳飯物の飛ばし記事」と見なしている[13]。
- 2019年2月22日に発生したスペインの北朝鮮大使館襲撃事件にアメリカのCIAが関与していたと知った天木は「世界最悪の犯罪国家」とアメリカを非難した。天木はCIAを「殺人機関」と否定的に見ている[14]。

## メールマガジン等
2009年1月1日より、まぐまぐより有料メールマガジン「天木直人のメールマガジン ― 反骨の元外交官が世界と日本の真実をリアルタイム解説」を発行している。
2010年7月、有料メルマガ配信サービス「foomii」より、有料メルマガ「天木直人のメールマガジン ― 反骨の元外交官が世界と日本の真実をリアルタイム解説」を配信すると発表した。

## 著書
- 1995年 『マンデラの南アフリカ共和国南ア 日本の対応』サイマル出版会、ISBN 437731047X
- 2003年 『さらば外務省！ 私は小泉首相と売国官僚を許さない』講談社、2003年10月8日、ISBN 4062121093
- 2003年 『アメリカの不正義 レバノンから見たアラブの苦悩』展望社、ISBN 4885461057
- 2004年 天木直人、池田香代子、野中広務、田島泰彦著『イラク派兵を問う』（『岩波ブックレット』）、岩波書店、2004年2月、ISBN 4000093169 （共著。シンポジウムの記録）
- 2004年5月 『さらば小泉純一郎！ 国民の生命を無視する冷血、傲慢、厚顔宰相を許さない』講談社、ISBN 4062124440
- 2004年6月 『マンデラの南アフリカ アパルトヘイトに挑んだ外交官の手記』展望社、ISBN 4885461146
1995年サイマル出版会刊「マンデラの南ア」を改題して復刊。
- 2005年3月 『ウラ読みニッポン 新聞ではわからないことがわかる本』講談社、ISBN 4062127431
- 2006年4月 『外交力でアメリカを超える 外交官がたどり着いた結論』かもがわ出版、ISBN 4780300193
- 2007年6月 『怒れ、9条！ - 憲法9条こそ最強の安全保障政策だ』展望社、ISBN 978-4885461767